# مارک دیویس (بازیکن فوتبال، زاده ۱۹۸۸)
مارک دیویس (انگلیسی: Mark Davies؛ زادهٔ ۱۸ فوریهٔ ۱۹۸۸) یک بازیکن فوتبال اهل بریتانیا است.